# Herischef
Herischef, auch Herschefi, war ein altägyptischer Schlacht- und Fruchtbarkeitsgott sowie eine Lokalgottheit von Herakleopolis. Herischef ist nicht identisch mit der griechischen Bezeichnung Harsaphes.
Herischef wird als Widder oder als Mensch mit Widderkopf dargestellt und trägt zwischen seinen gedrehten Hörnern die Atef-Krone. Der Widder ist ein heiliges Tier. In der Ersten Zwischenzeit stieg er zum Staatsgott auf. Im Mittleren Reich galt er als Spender von Opferspeisen. In der Ramessidenzeit des Neuen Reiches erfolgte eine Namensumbenennung auf Herschefi, der so in eine Form des Reichgottes Amun überging.
Herschef ist mit Re, Osiris, Ptah und Amun eng verbunden. So verband man ihn in Herakleopolis mit Osiris und im Amun-Tempel von Hibis wurde er als Ebenbild des Amun gepriesen. Seit dem Neuen Reich erfolgte sogar eine Verschmelzung mit dem Gott Horus. Die Griechen identifizieren ihn mit Herakles.
Im Tempel von Edfu ist auf der Ostwand im vierten Register als Ritualszene die göttliche Krönung von Ptolemaios IV. dargestellt. Der für das Königsamt zuständige Gott Herischef überreicht als „Gebieter des Nemes“, das Kopftuch des Königs. Herischef trägt hier unter anderem die Bezeichnung „König der beiden Länder und Herrscher der Ufer, der das Königtum am Uranfang begonnen hat“. Ptolemaios IV. tritt in der Gestalt von Harendotes an Herischef heran und erhält von ihm als „König mit zupackender Kraft hinsichtlich seiner Feinde“ die Atef-Krone des Re-Harachte.
Herischef trägt bei der Übergabe den Beinamen „Re an der Stätte seiner Jugend“ und symbolisiert in diesem Moment die beiden Götter Re und Osiris sowie das zentrale Motiv der altägyptischen Mythologie: Das „Fest des Aufhackens der Erde“ aus dem Osirismythos bezüglich der Tötung des Seth durch Horus.